# Шеннон Пітерс
Шеннон Пітерс (англ. Shannon Peters; нар. 8 травня 1969) — колишня австралійська тенісистка.
Найвищу одиночну позицію світового рейтингу — 294 місце досягла 30 січня 1995, парну — 186 місце — 28 листопада 1994 року.
Здобула 3 одиночні та 5 парних титулів туру ITF.

## Фінали ITF

### Одиночний розряд (3–0)
| турніри $75,000 |
| турніри $50,000 |
| турніри $25,000 |
| турніри $10,000 |

| Результат | Ранг | Дата           | Турнір                         | Покриття | Суперниця        | Рахунок       |
| --------- | ---- | -------------- | ------------------------------ | -------- | ---------------- | ------------- |
| Перемога  | 1.   | 7 березня 1994 | ITF Мілдьюра, Австралія        | Трава    | Мірейлл Діттманн | 6–1, 6–2      |
| Перемога  | 2.   | 18 квітня 1994 | ITF Ноттінгем, Велика Британія | Тверде   | Міріам Шнітцер   | 6–0, 6–0      |
| Перемога  | 3.   | 10 липня 1995  | ITF Філікстоу, Велика Британія | Трава    | Труді Мусгрейв   | 7–6, 3–6, 6–3 |

### Парний розряд (5–5)
| Результат | Ранг | Дата            | Турнір                             | Покриття | Партнерка          | Суперниці                           | Рахунок             |
| --------- | ---- | --------------- | ---------------------------------- | -------- | ------------------ | ----------------------------------- | ------------------- |
| Поразка   | 1.   | 28 липня 1991   | ITF Роаноук, США                   | Тверде   | Джері Інгрем       | Джин Лозано Стефані Ріс             | 6–3, 2–6, 3–6       |
| Поразка   | 2.   | 24 травня 1993  | ITF Барселона, Іспанія             | Ґрунт    | Робін Модслі       | Агнесе Густмане Катажина Теодорович | 6–7(2), 2–6         |
| Перемога  | 1.   | 28 червня 1993  | ITF Роннебю, Швеція                | Ґрунт    | Катаріна Бернстейн | Оса Свенссон Маріелле Валлін        | 2–6, 7–6(5), 7–6(5) |
| Перемога  | 2.   | 7 березня 1994  | ITF Мілдьюра, Австралія            | Трава    | Нікол Уменс        | Карен Андерсон Наталі Фровлі        | 6–3, 6–1            |
| Перемога  | 3.   | 13 березня 1994 | ITF Воррнамбул, Австралія          | Тверде   | Нікол Уменс        | Кейт Макдоналд Джейн Тейлор         | w/o                 |
| Поразка   | 3.   | 27 березня 1994 | ITF Бендіго, Австралія             | Трава    | Нікол Уменс        | Ацуко Сінтані Харуко Сіґекава       | 6–2, 5–7, 4–6       |
| Перемога  | 3.   | 24 квітня 1994  | ITF Ноттінгем, Велика Британія     | Тверде   | Нікол Уменс        | Елізма Нортьє Кароліне Стассен      | 7–5, 6–2            |
| Поразка   | 4.   | 25 квітня 1994  | ITF Вокінг, Велика Британія        | Тверде   | Кароліне Стассен   | Аннабел Еллвуд Ліза Макші           | 6–3, 4–6, 0–6       |
| Перемога  | 5.   | 10 липня 1995   | ITF Філікстоу, Велика Британія     | Трава    | Робін Модслі       | Гелен Крук Вікторія Девіс           | 6–1, 6–1            |
| Поразка   | 5.   | 17 липня 1995   | ITF Фрінтон-он-Сі, Велика Британія | Трава    | Робін Модслі       | Наталія Єгорова Юлія Лютрова        | 6–7(2), 6–1, 4–6    |